# Volodîmîrivka, Tarașcea
Volodîmîrivka (în ucraineană Володимирівка) este localitatea de reședință a comunei Volodîmîrivka din raionul Tarașcea, regiunea Kiev, Ucraina.

## Demografie
Componența lingvistică a localității Volodîmîrivka
     Ucraineană (98,04%)
     Rusă (1,76%)
     Alte limbi (0,2%)
Conform recensământului din 2001, majoritatea populației localității Volodîmîrivka era vorbitoare de ucraineană (98,04%), existând în minoritate și vorbitori de rusă (1,76%).